# 앉은뱅이밀
앉은뱅이밀은 한국의 재배종 밀이다.
경상남도의 앉은뱅이밀이 맛의 방주에 등재되어 있다.

## 이름
다른 밀보다 키가 작아 "앉은뱅이밀"로 불린다.

## 역사
한국 토종 밀로, 기원전 300년부터 재배했다.
수확량이 많고 병해에 강한 앉은뱅이 밀은 일제강점기 때 '농림10호'로 개량되었다가 미국의 농학자 노먼 볼로그가 다시 '소노라 64호'로 개량해 멕시코 등에 보급했으며, 멕시코는 밀 수입국에서 밀 수출국이 되었다. 볼로그는 세계적인 식량 증산에 기여하여 녹색 혁명을 이끈 공로로 1970년에 노벨 평화상을 받았다.
대한민국에서는 60년대부터 값싼 수입 밀이 들어오고, 1982년에 밀 수입 자유화가 이루어지고, 1984년에 정부가 밀 수매를 중단하면서 국내 밀 생산 기반이 급격히 무너지고 밀 농사를 거의 짓지 않게 되었다. 1990년대부터 우리밀살리기운동으로 개량종 경질 밀인 금강밀과 조경밀이 확산하면서, 한국산 밀은 맛이 없다는 인식이 퍼져 연질 밀인 앉은뱅이밀까지 함께 영향을 받기도 했다. 택배가 보급되기 전, 90년대 말까지는 부산에서 90% 이상 소비되었다.
2012년 <토종 곡식>의 저자 김석기가 자료조사 과정에서 백관실 진주 금곡정미소 대표를 만나 앉은뱅이 밀을 보존하고 있다는 걸 발견하고, 안완식 전 농촌진흥청 연구관에게 알리면서 대중화 계기가 마련됐다. 2013년 슬로 푸드 "맛의 방주"에 등재된 후 언론의 주목을 받으며 생산량이 2013년 90t에서 2017년 300t까지 늘었다.

## 특징
키는 50~80cm로 다른 밀보다 작다.
다른 밀보다 색이 붉고, 낱알이 작으며, 껍질이 얇아 제분량이 많고 가루가 부드럽다.
단백질 성분인 글루텐 함량이 적어, 쉽게 바스러지고 점성이 적다. 지방 함량은 낮고 당류 함량은 높으며, 열량이 낮다.

## 재배
10월 말에서 11월 초에 심고, 이듬해 6월 중순에 수확한다. 생육 기간이 짧아 한국에서 콩과 함께 이모작이 가능하며, 병충해에 강해 유기농 재배에 적합하다.

## 사진 갤러리

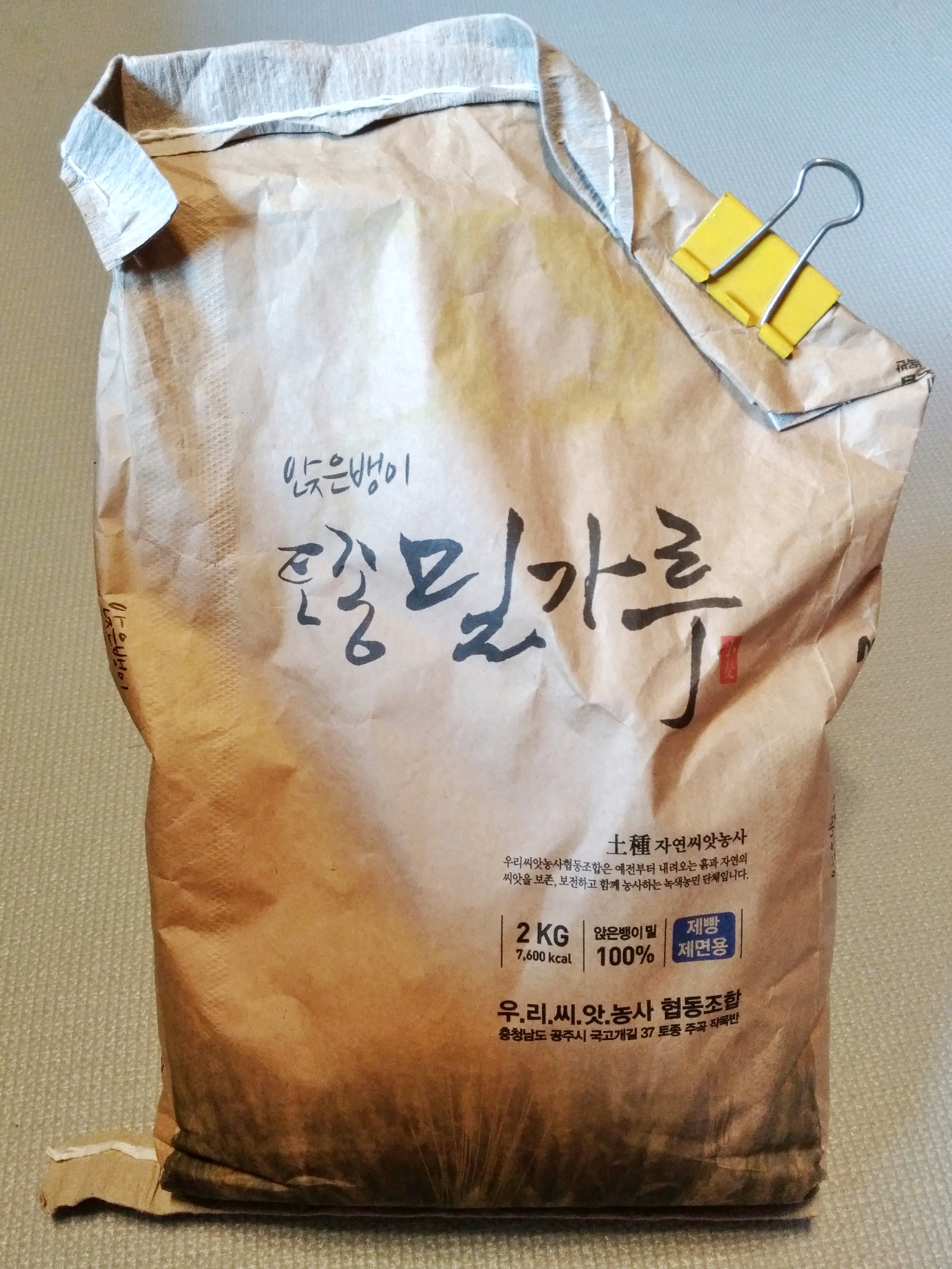
앉은뱅이밀가루
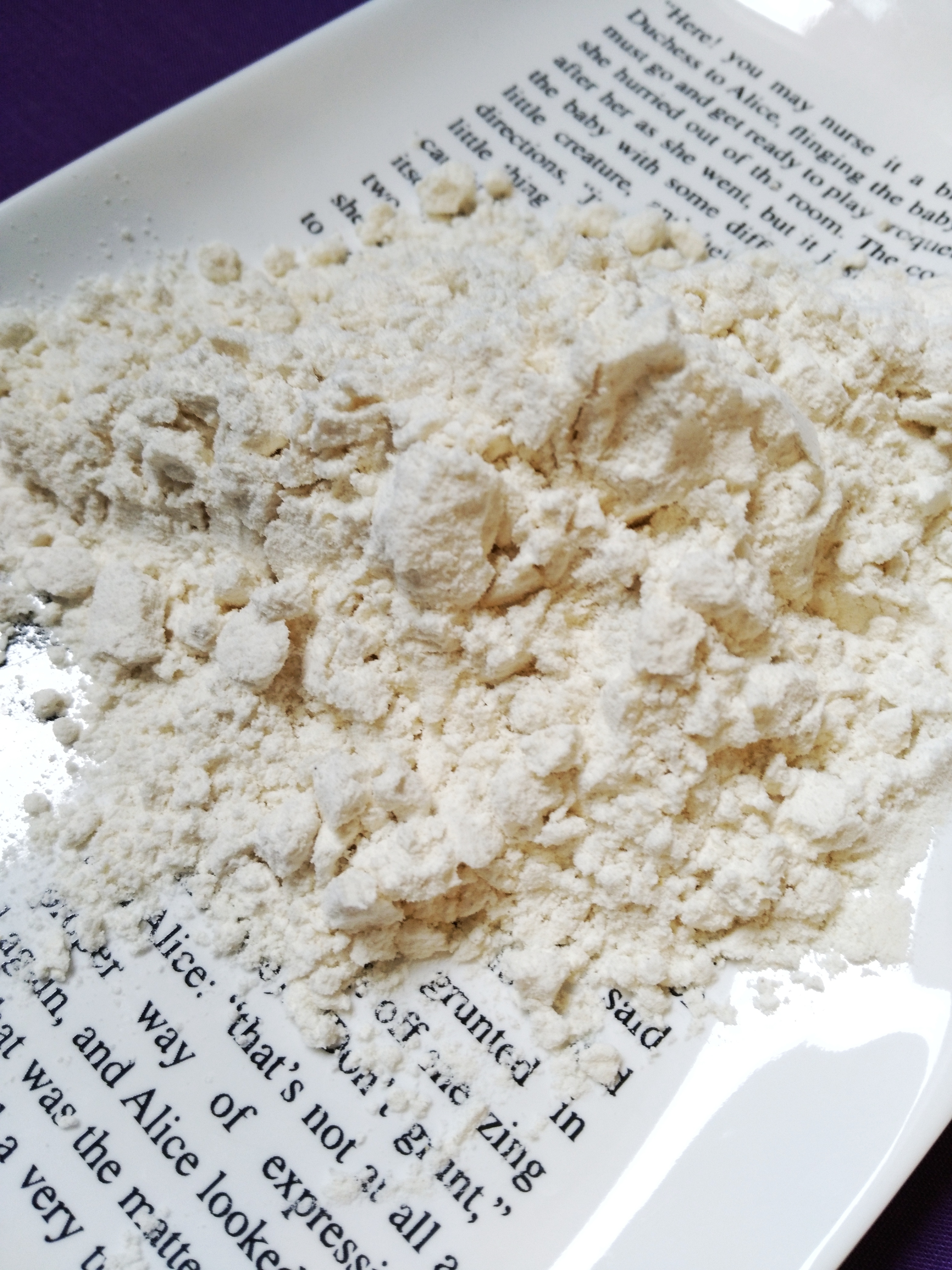
앉은뱅이밀가루